# 로즈 거상

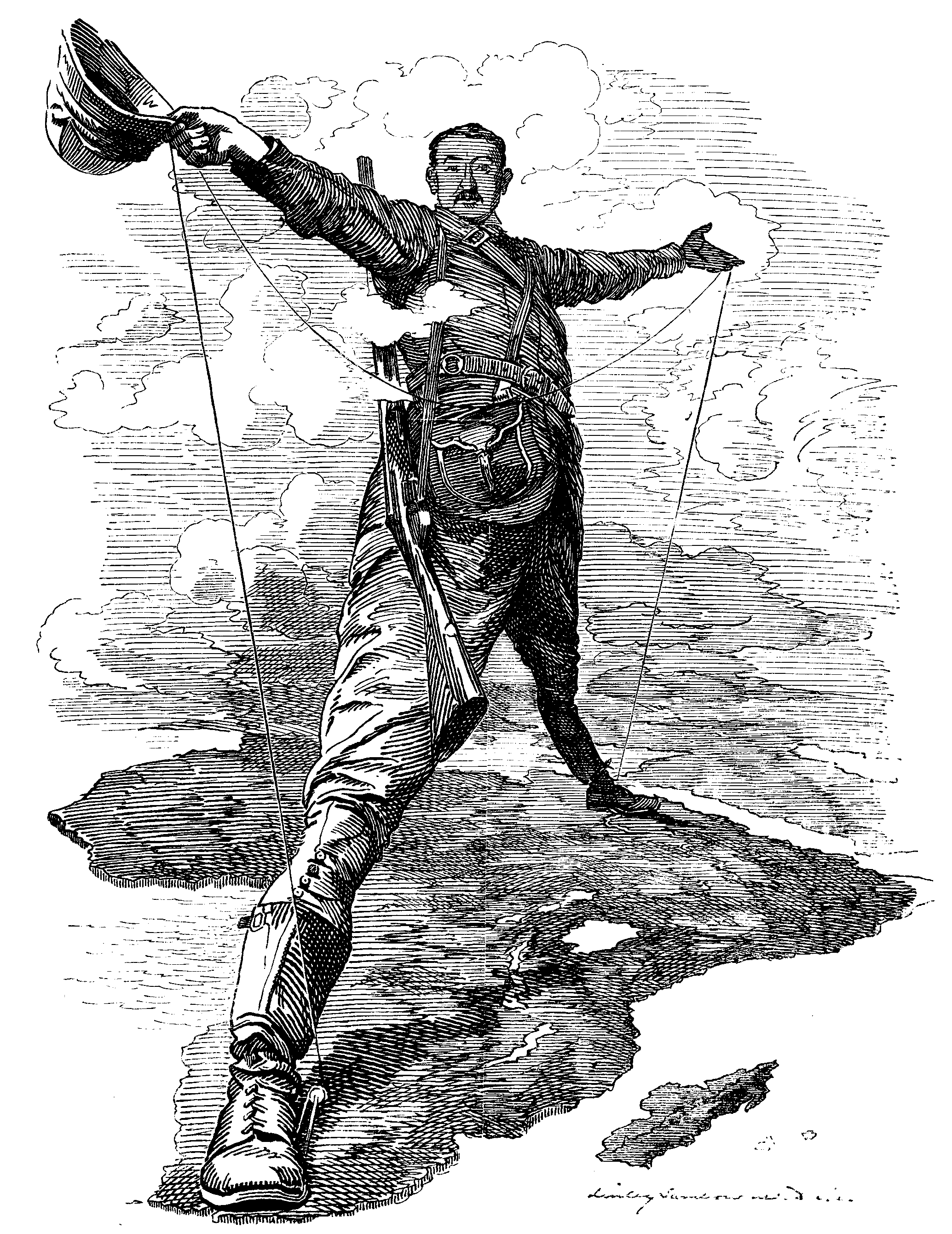
로즈 거상

로즈 거상(The Rhodes Colossus)은 1892년 영국의 만화가 에드워드 린리 샌본(1844 ~ 1910)이 잡지 《펀치》에 그린 만화이다. 식민주의자 세실 로즈가 아프리카의 카이로와 케이프타운을 잇는 전화선 건설 계획을 발표한 것을, 그리스어 "로도스"의 영어 발음이 "로즈"라는 것에 착안하여 로도스의 거상에 빗댄 것이다.